# جيمس كيلغور
جيمس كيلغور (بالإنجليزية: James Kilgore)‏ (30 يوليو 1947، بورتلاند في الولايات المتحدة)؛ روائي أمريكي.